# Allée des Trois-Salons
L'allée des Trois-Salons est une voie de circulation des jardins de Versailles, en France.

## Description
L'allée des Trois-Salons débute au sud-ouest sur l'allée de Bailly et se termine environ 200 m au nord-est sur l'allée des Hâ-Hâ.